# ジャクソン・オートモービル・カンパニー
ジャクソン・オートモービル・カンパニー（Jackson Automobile Co. ）は1903年に米国ミシガン州ジャクソンで創業した自動車会社。
1902年に蒸気自動車を製作したバイロン・J・カーター、バギー馬車会社「フラー・バギー・カンパニー」（Fuller Buggy Co., ）を経営していたジョージ・マシューズ（George Matthews ）、馬車シャーシの会社「ルイス・スプリング・アンド・アクスル・カンパニー（Lewis Spring and Axle Co., ）」を経営していたチャールズ・ルイス（Charles Lewis ）というジャクソンの発明家3人によって創業された。
ジャクソンの車を製作したのは同じジャクソンにあったトラック・フィールド・ガス・エンジン・カンパニーだった。ジャクソンカーではここで蒸気自動車とガソリン自動車、計23種の自動車を作り出し、また自動車用ホーン、ホイール、タイヤ、ギア、シート、ジャッキなどの自動車専用部品を世界中のメーカーに向けて生産した。
ジャクソン社は1923年までガソリン自動車を生産した。最後まで残っていたマシューズは、1923年に会社をアソシエーテッド・モーター・インダストリーズ（Associated Motor Industries ）に売却。アソシエーテッド社はルイスビルのデキシー・フライヤー（Dixie Flyer ）とインディアナポリスのナショナル（National Motor Vehicle ）を買収したが1924年に会社を終了した。
バイロン・J・カーターはフリクションドライブの車を作るために、ジャクソン社を抜け、カーターカー・モーターカー（Cartercar ）を1906年に創業している。

## 車種一覧
- 27型
- 30型
- 38型
- 41型
- 51型